# Estrada de Ferro de Baturité
A Estrada de ferro de Baturité foi a primeira ferrovia do Ceará. Iniciou a operação ferroviária em 1873 com o primeiro trecho de pouco mais de 7 km entre a Estação Central, em Fortaleza e a localidade de Arronches (Parangaba). Funcionou com esse nome até 1909.

## História
A EFB foi fruto da sociedade surgida no dia 5 de março de 1870, entre o Senador Tomás Pompeu de Sousa Brasil, Gonçalo Batista Vieira (Barão de Aquiraz), Joaquim da Cunha Freire (Barão de Ibiapaba), o negociante inglês Henrique Brocklehurst e o engenheiro civil José Pompeu de Albuquerque Cavalcante.
O objetivo era o escoamento da produção serrana em Pacatuba e Maranguape para o porto de Fortaleza. Após a assinatura do contrato de construção da ferrovia entre a Companhia e o Governo Provincial do Ceará o projeto passou a ter como ponto final à cidade de Baturité, produtora de café.
A estação central, atualmente Estação Professor João Felipe foi erguida ao lado do antigo Cemitério de São Casimiro. O função de cemitério foi transferido para o Cemitério São João Batista e sob esse foi construído o escritório central e as oficinas.
Os trilhos do primeiro trecho, de 7,20 km, começaram a ser assentados em 1 de julho de 1873, sendo entregue ao tráfego em 14 de setembro de 1873. Apesar de a inauguração deste trecho só ter ocorrido em 29 de novembro do mesmo ano e a estação central foi inaugurada no dia seguinte, 30 de novembro. As estações de Mondubim e Maracanaú foram inauguradas em 14 de janeiro de 1875 e a de Pacatuba em 9 de janeiro de 1876. A situação financeira da companhia ficou ruim durante a seca entre 1877 e 1879 e as obras foram paralisadas. O Governo Imperial, através do Decreto no 6.918, de 1 de junho de 1878, assumindo a parte construída da ferrovia e os direitos da Companhia de prolongar os caminhos de ferro até o município de Baturité. Em 1910 a Estrada de Ferro de Baturité foi somada a Estrada de Ferro de Sobral criando a Rede de Viação Cearense. Em 1926, a linha chegava ao Crato.
O trem de passageiros circulou na linha sul até 1988, mas continuou a levar transporte de cargas, como combustíveis, carecendo de investimentos em infraestrutura.
O direito de concessão da Malha Nordeste da antiga RFFSA foi concedido, em 1997, para a empresa Companhia Ferroviária do Nordeste, que mudou de nome para Transnordestina Logística, e atualmente é operada pela mesma.
O tráfego ferroviário da linha Fortaleza-Crato (linha sul), com 600 km, encontra-se desativado desde julho de 2013. Segundo a Transnordestina Logística, a Ferrovia Nova Transnordestina substituiria o ramal Sul, e que seria necessário suspender o transporte de produtos no trecho para a construção da nova ferrovia. A obra, no entanto, se arrasta há anos e nunca foi concluída.
Vários outros trechos da malha ferroviária do Nordeste também foram desativados (3.319 km), com a consequente depredação dos ramais abandonados. Ocorre o tráfego operacional somente no trecho entre Fortaleza (CE) e São Luís (MA), com 1.191 km, correspondente às ferrovias Teresina-Fortaleza e São Luís-Teresina, interligando os portos de Itaqui, Pecém e Mucuripe.